# کویوتلا
کویوتلا (به اسپانیایی: Coyutla) یک شهرداری در مکزیک است که در وراکروز واقع شده‌است. کویوتلا ۳۱۲٫۶ کیلومتر مربع مساحت و ۲۰٬۸۴۳ نفر جمعیت دارد.